# Joaquim Miranda
Joaquim Miranda da Silva (ur. 7 września 1950 w Portalegre, zm. 17 czerwca 2006 tamże) – portugalski ekonomista i polityk, działacz komunistyczny, od 1986 do 2004 poseł do Parlamentu Europejskiego II, III, IV i V kadencji.

## Życiorys
Z wykształcenia ekonomista. Był radnym rodzinnej miejscowości (1979–1985) i deputowanym do Zgromadzenia Republiki (1980–1986). Działał w Portugalskiej Partii Komunistycznej oraz w tworzonej przez nią Unitarnej Koalicji Demokratycznej.
W 1986 objął mandat deputowanego do Parlamentu Europejskiego. Uzyskiwał reelekcję w kolejnych wyborach powszechnych w 1987, 1989, 1994 i 1999. Zasiadał w grupach komunistycznych. Był przewodniczącym Unii Lewicowej (1993–1994), wiceprzewodniczącym tej frakcji (1991–1993) oraz Grupy Komunistów i Sojuszników (1986–1989). Pracował m.in. w Komisji Rozwoju i Współpracy (od 1999 jako jej przewodniczący). Mandat złożył na kilka miesięcy przed końcem V kadencji Europarlamentu, motywując to względami zdrowotnymi, a także krytyką aktualnej linii partyjnej.